# Melursus ursinus
L'orso labiato, detto anche orso giocoliere (Melursus ursinus) o orso bradipo (sloth bear) nei paesi anglosassoni, è un orso notturno che abita le foreste di bassopiano di India, Nepal, Bangladesh e Sri Lanka. Ci sono stati anche alcuni avvistamenti in Bhutan. L'orso labiato è l'unica specie di orso classificata nel genere Melursus.
L'orso labiato, malgrado il nome inglese di sloth bear («orso bradipo»), non si muove lentamente come un bradipo.
I primi esploratori che videro questi orsi appesi sugli alberi a testa in giù dettero loro questo nome comune per la somiglianza al modo in cui i bradipi si aggrappano agli alberi. All'orso labiato è stato dato quel nome anche a causa della sua andatura trasandata.
"L'orso labiato è specializzato nell'utilizzare risorse alimentari che altri animali non saprebbero consumare".
È una delle 6 specie di Ursini, una sottofamiglia degli Ursidi.
Nonostante sia di dimensioni ridotte per un orso, l'orso labiato è estremamente potente e aggressivo.

## Caratteristiche fisiche

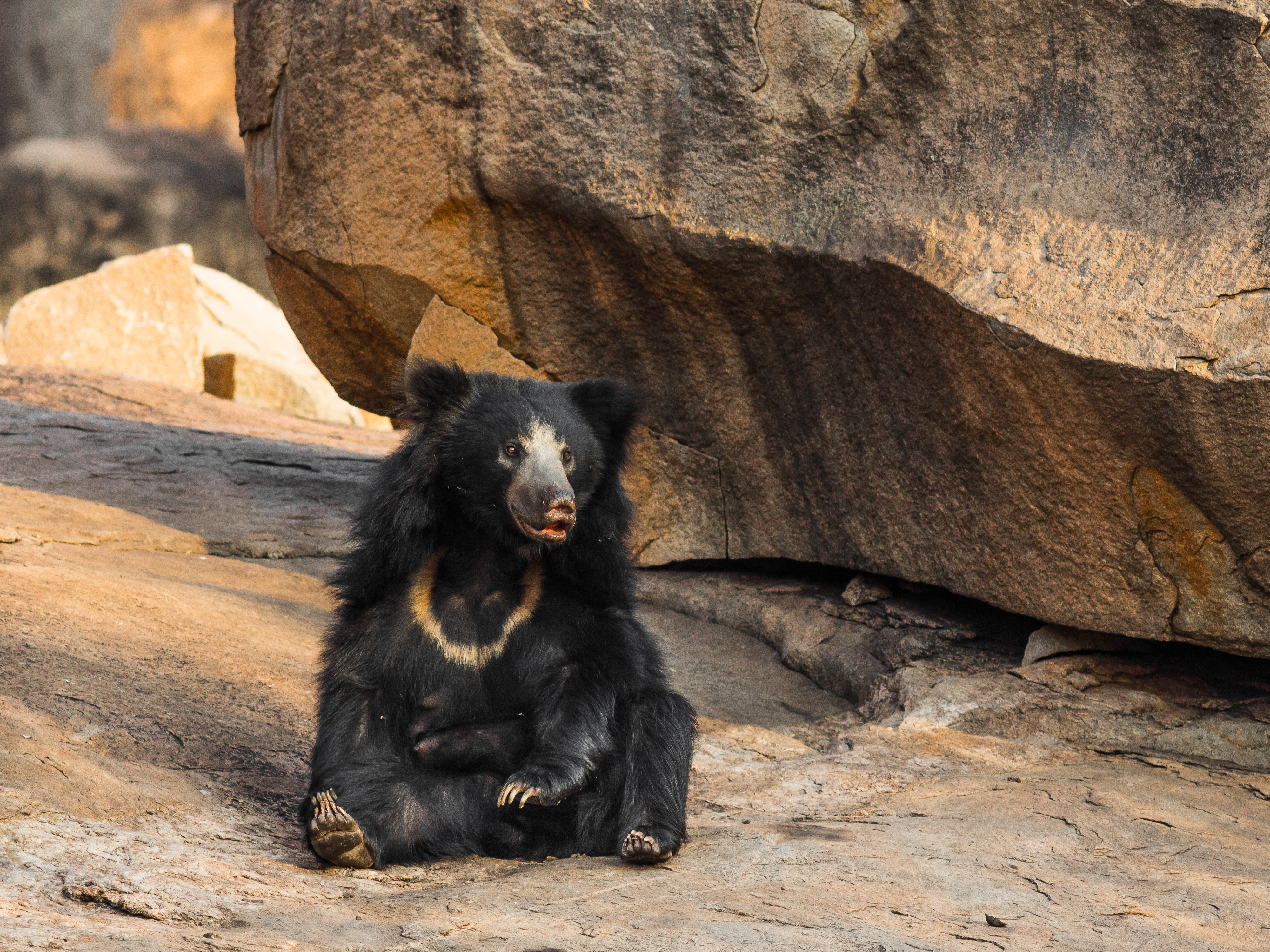
Foto di un esemplare in India

L'orso labiato ha un peso che va dai 55 ai 145 kg, anche se alcuni esemplari più pesanti possono arrivare ai 192 kg. La loro lunghezza va da 1,5 a 1,9 m se non fino ai 2, mentre L'altezza al garrese parte dai 61 fino ai 91 cm.
Raggiunge la maturità sessuale dai 3 ai 4 anni, il periodo riproduttivo dura per tutto l'anno mentre quello di gestazione va dai 180 ai 210 giorni.
Ha le zampe molto ampie con lunghi artigli falciformi simili a quelli di un bradipo e possiede un muso allungato ed estremamente flessibile, utile per la sua alimentazione che è principalmente composta da termiti, larve, miele, frutta e carogne.
La macchia chiara a forma di mezzaluna situata sotto il collo è caratteristica di questa specie di orso.
La tonalità della macchia varia dal bianco al marrone castagna.
Le labbra estremamente mobili e la spaziosa fessura tra gli incisivi superiori consentono all'orso labiato di risucchiare le termiti dal loro nido.
Le zampe prive di peluria nella parte inferiore sono inarcate verso l'interno, cosa che aiuta l'orso ad arrampicarsi sugli alberi e la loro potenza gli permette di scavare assicurandosi un'ottima presa.

### Confronto con l'Orso Malese
Le differenze tra l'orso labiato e l'orso malese sono molteplici, nonostante appartengano alla stessa famiglia.
L'orso malese è il più piccolo tra tutte le specie di orso e pesa meno della metà dell'orso labiato.
Inoltre, l'orso labiato ha il pelo più lungo dell'orso malese.
Le analogie tra le due specie sono la caratteristica mezzaluna sul petto, e la golosità verso frutta e insetti.

## Dieta

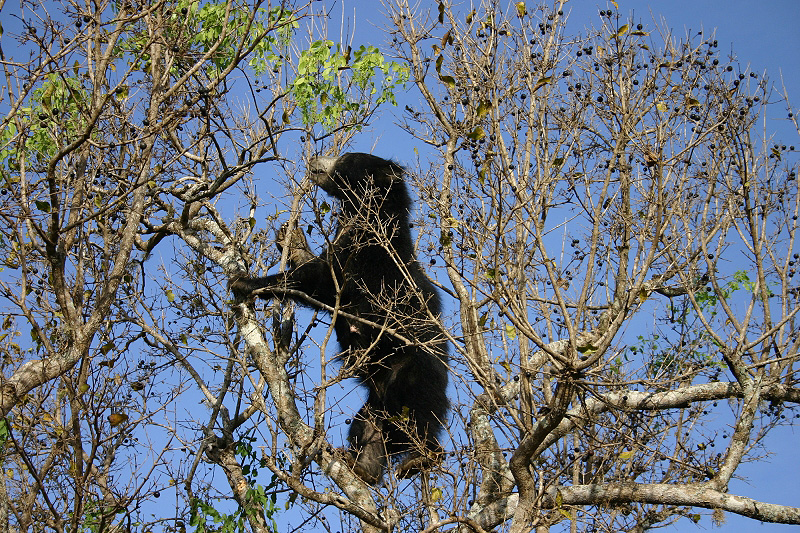
Orso labiato arrampicato sopra un albero

L'orso labiato, grazie al muso allungato e agli artigli che gli permettono di scavare, è particolarmente adatto alla caccia delle termiti; inoltre scavando riesce a trovare altri insetti che poi succhierà.
Questa aspirazione degli insetti è particolarmente rumorosa e può essere udita fino a circa 200m di distanza.
L'orso labiato è ghiotto anche di miele, che reperisce arrampicandosi sugli alberi, affrontando sciami di api.
Non disdegna nemmeno frutta e carogne.
I passi che l'orso segue per la nutrizione sono principalmente 4:
1. L'orso si risveglia al tramonto ed esce a cercare cibo.
2. Fiuta un termitaio nelle vicinanze, si avvicina e comincia a scavare con i potenti artigli.
3. Una volta trovato il termitaio, arriccia le labbra e soffia potentemente per evitare di aspirare polvere.
4. Avvia il risucchio attraverso la bocca, chiudendo le narici per evitare di inalare polvere.

## Habitat
L'orso labiato è confinato nel subcontinente indiano, in zone in cui c'è foresta sufficiente per fornire cibo e posti dove rifugiarsi.
L'habitat ideale per la sopravvivenza è formato dalle foreste dell'altopiano del Deccan, anche se si hanno avvistamenti di questa specie ai piedi dell'Himalaya e nelle foreste dello SriLanka.
La sua pelliccia a pelo lungo serve a compensare la scarsa quantità di calore ottenuta dal cibo e questo gli permette di vivere anche in ambienti freddi.

## Sottospecie
L'orso labiato ha 2 sottospecie, diffuse nel subcontinente indiano.
| Sottospecie                                                   | Distribuzione | Descrizione | Areale                                              |
| ------------------------------------------------------------- | --- | --- | --------------------------------------------------- |
| Orso bradipo indiano (M. u. ursinus) (Shaw, 1791)             | Questa è la sottospecie nominale e ha un grande cranio con una lunghezza condilobasale di circa 290 mm (11 in) nelle femmine e circa 310 mm (12 in) nei maschi. | L'orso bradipo è la specie di orso più diffusa in India, dove si trova per lo più in aree con copertura forestale, basse colline confinanti con l'areale esterno del Himalaya da Punjab a Arunachal Pradesh. È assente nelle alte montagne di Himachal Pradesh e Jammu e Kashmir, i deserti nordoccidentali di Rajasthan, e un'ampia fascia non fortificata nel sud, dove si trova Mount Abu Wildlife Sanctuary. L'orso bradipo si trova in aree protette come Shoolpaneshwar, Ratanmahal, Jessore e Balaram Ambaji. In Nepal, è limitato al Terai. | India e Nepal, probabilmente estinto in Bangladesh. |
| Orso Bradipo dello Sri Lanka (M. u. inornatus) Pucheran, 1855 | L'orso bradipo dello Sri Lanka è più piccolo della sottospecie nominale, ha un cranio più piccolo con una lunghezza condilobasale di circa 250 mm (9,8 in) nelle femmine e circa 264 mm (10,4 in)nei maschi. Ha i peli del corpo molto più corti, e a volte manca il caratteristico segno bianco del torace. | A cavallo del secolo, l'orso bradipo dello Sri Lanka era diffuso in tutto lo Sri Lanka. Ma a causa della conversione su larga scala delle foreste di montagna in piantagioni di tè e caffè, è ora limitato alle pianure settentrionali e orientali. | Sri Lanka                                           |

## Riproduzione

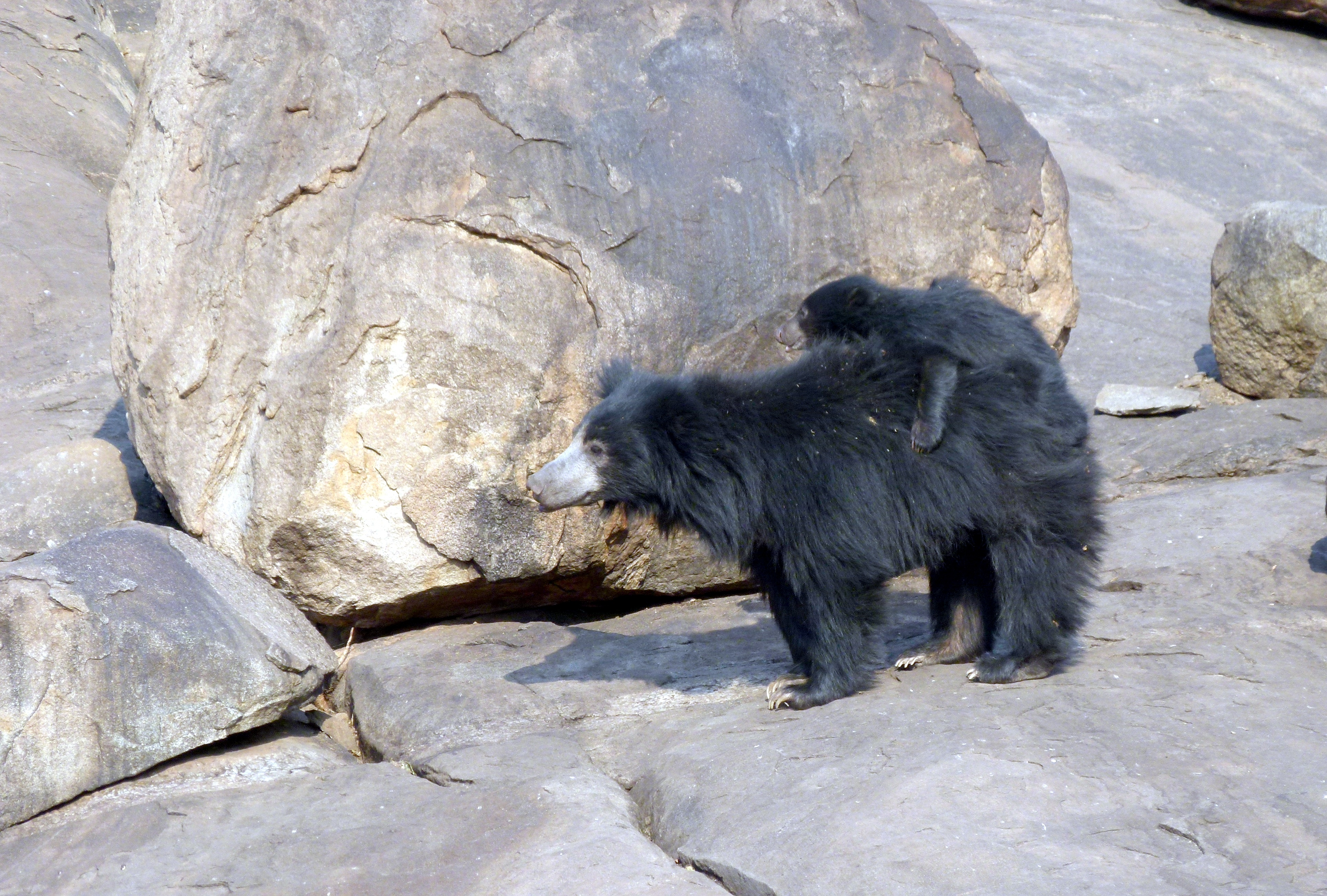
Madre con un cucciolo sulla schiena

Le caratteristiche della riproduzione dell'animale non sono molto note, a causa delle abitudini notturne e della timidezza che lo caratterizzano.
Molti esemplari conducono una vita solitaria.
Il periodo dell'accoppiamento non avviene in un periodo particolare, ma avviene durante tutto l'anno.
Il rito di accoppiamento è caratterizzato da lunghi richiami melodici da parte di entrambi i sessi.
Il maschio non rimane con la compagna tutta la vita, ma la lascia subito dopo l'accoppiamento.
Il periodo di gestazione è di circa sette mesi; la cucciolata è solitamente composta da due cuccioli che rimarranno in tana per circa 3-4 mesi a causa della loro cecità.
I piccoli continueranno la vita con la madre per circa 3 anni, periodo in cui la madre insegna ai cuccioli come sopravvivere nella foresta. Nonostante le grandi cure che la madre riserva loro difficilmente entrambi i piccoli raggiungono l'età adulta.

## Comportamento

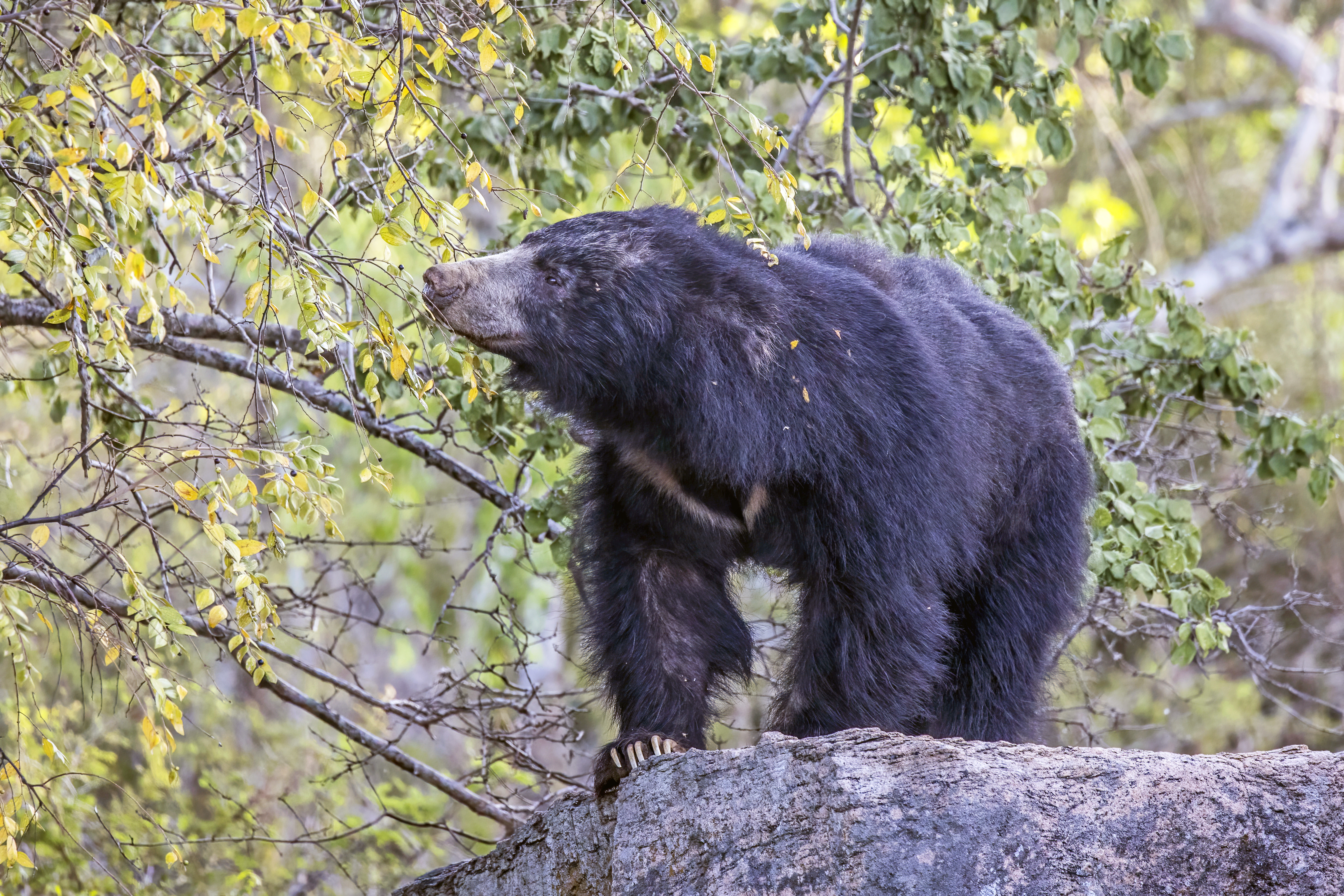
Esemplare dello Sri Lanka intento a nutrirsi di vegetali

Gli orsi bradipo adulti possono viaggiare in coppia. I maschi sono spesso osservati essere gentili con i cuccioli. Possono combattere per il cibo. Camminano in un movimento lento e caotico, con i piedi calati in un rumoroso movimento. Sono in grado di galoppare più velocemente degli umani. Anche se appaiono lenti e goffi, sia i giovani che gli adulti sono ottimi arrampicatori. Di tanto in tanto si arrampicano per nutrirsi e riposare, ma non per sfuggire ai nemici, perché preferiscono restare a terra. Le madri dell'orso bradipo portano i loro cuccioli sugli alberi come difesa primaria contro gli attacchi dei predatori invece di inviarli sugli alberi. I cuccioli possono essere minacciati da predatori come tigri, leopardi e altri orsi. Sono rampicanti adeguati su alberi più accessibili, ma non possono arrampicarsi tanto velocemente o su superfici tanto varie quanto gli orsi neri a causa della struttura più allungata delle zampe della specie bradipo. Date le loro dimensioni più piccole e gli artigli ancora più corti, i cuccioli di orso bradipo probabilmente scalano più abilmente degli adulti (tanto quanto i cuccioli di orso bruno possono arrampicarsi bene ma non gli adulti). Sono buoni nuotatori e soprattutto entrano in acqua per giocare. 
Per marcare i loro territori, orsi bradipo raschiare gli alberi con le zampe anteriori, e strofinare contro di loro con i loro fianchi. Gli orsi bradipo sono registrati per produrre diversi suoni e voci. Ululati, strilli, urla, cortecce e squilli di tromba sono fatti durante incontri aggressivi, mentre soffiare è fatto come un segnale di avvertimento. Quando sono disturbate, vengono fatte delle grida. Le femmine rimangono in contatto con i loro cuccioli con un grugnito-fischiettando mentre i cuccioli guaiscono quando sono separati. 
L'orso labiato è estremamente aggressivo per natura, dato l'ambiente colmo di predatori pericolosi per la sua incolumità. I predatori, come il leopardo, il lupo e la tigre, possono cercare di catturare un piccolo, sebbene la femmina di orso labiato sia estremamente pericolosa per chi minaccia la sopravvivenza del suo piccolo. 
Gli adulti, invece, sanno difendersi abbastanza bene con i loro artigli. 
Durante le piogge torrenziali che colpiscono la foresta, cerca rifugio nelle caverne dove la temperatura rimane costante.
Invece, nei giorni miti d'inverno, non cerca riparo e dorme all'aperto generalmente tra le frasche o sotto alberi.
Se la capacità visiva e la capacità uditiva dell'orso Labiato sono scarse, la capacità olfattiva è estremamente sviluppata, ed è grazie a questa che l'orso riesce a localizzare il cibo e percepire pericoli.

## Rapporto con l'uomo

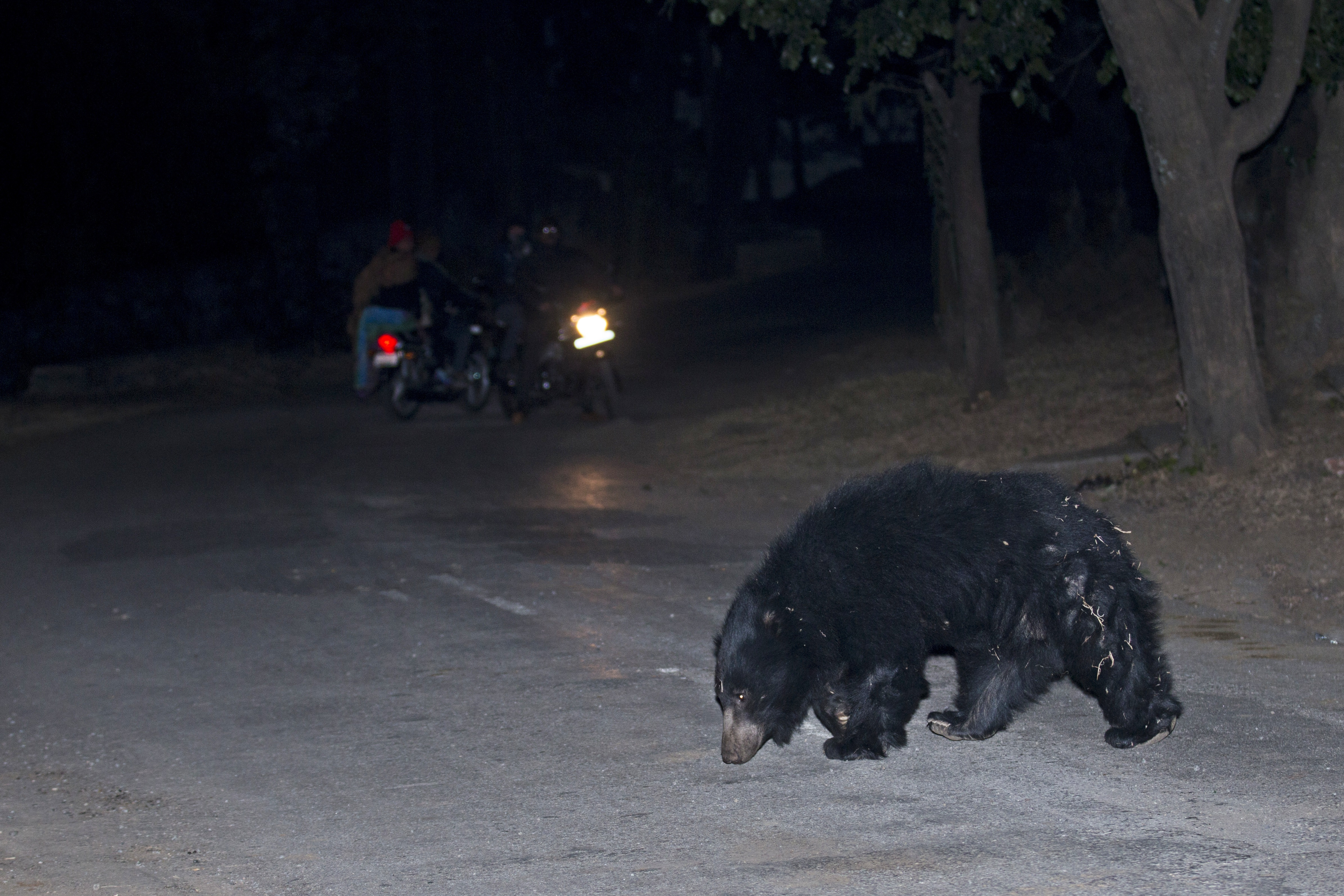
Un esempio della fragile coesistenza tra orsi labiati e umani a Gujarat

Gli orsi labiati sono gli orsi più aggressivi esistenti e, a causa delle grandi popolazioni umane che spesso circondano le riserve che tengono gli orsi, incontri aggressivi e attacchi sono relativamente frequenti, anche se in alcuni luoghi, gli attacchi sembrano essere una reazione a incontrare persone accidentalmente. Andando avanti con i numeri grezzi, questa è la specie di orso che più regolarmente attacca gli esseri umani. Solo l'orso nero himalayano è quasi altrettanto pericoloso. È probabile che gli orsi labiati vedano gli esseri umani come potenziali predatori, poiché le loro reazioni (ruggito, seguito da ritirata o carica) sono simili a quelle evocate in presenza di tigri e leopardi. I loro lunghi artigli, che sono ideali per scavare nei termitai, rendono gli adulti meno capaci di arrampicarsi sugli alberi per sfuggire al pericolo, così come altri orsi, come gli orsi neri asiatici. Pertanto, gli orsi labiati si sono apparentemente evoluti per affrontare le minacce comportandosi in modo aggressivo. Per la stessa ragione, gli orsi bruni possono essere inclini allo stesso modo, rappresentando l'incidenza relativamente alta di aggressività apparentemente non predatoria verso l'uomo in queste due specie di orsi. 
Il capitano Williamson nella sua Oriental Field Sports scrisse di come gli orsi labiati uccidessero raramente le loro vittime umane, ma spolpassero e masticassero le loro membra fino all'osso. 
Un esemplare, noto come orso labiato di Mysore, è responsabile della morte di 12 persone e della mutilazione di altre 24. È stato ucciso da Kenneth Anderson. Anche se gli orsi labiati hanno attaccato gli esseri umani, raramente diventano mangiatori di uomini. Dunbar-Brander’s Wild Animals of Central India menziona un caso in cui una femmina con due cuccioli ha iniziato un regno di terrore di sei settimane a Chanda, un distretto delle province centrali, durante il quale più di una delle loro vittime era stata mangiata, mentre l'orso labiati di Mysore mangiò parzialmente almeno tre delle sue vittime. 
R.G. Burton ha dedotto dal confronto delle statistiche che gli orsi labiati uccidevano più persone degli orsi neri asiatici, e Theodore Roosevelt li considerava più pericolosi degli orsi neri americani. A differenza di alcune altre specie di orsi, che a volte si fanno beffe degli esseri umani quando sono sorpresi o spaventati senza contatto fisico, gli orsi labiati spesso sembrano iniziare un attacco fisico quasi immediatamente. Quando le persone che vivevano vicino a una popolazione aggressiva di orsi labiati erano armati di fucili, si è scoperto che era una forma inefficace di difesa, poiché l'orso apparentemente carica e respinge la vittima (spesso buttando via il fucile) prima che l'umano abbia la possibilità di difendersi.  Nel Madhya Pradesh, gli attacchi dell'orso labiato hanno causato la morte di 48 persone e il ferimento di 686 altre tra il 1989 e il 1994, probabilmente dovuto in parte alla densità della popolazione e alla competizione per le fonti di cibo.  Tra l'aprile 1998 e il dicembre 2000 si sono verificati 137 attacchi (che hanno provocato 11 morti) nella divisione forestale di Bilaspur settentrionale di Chhattisgarh. La maggior parte degli attacchi sono stati perpetrati da singoli orsi, e si sono verificati in orti, campi coltivati, e nelle foreste adiacenti durante la stagione monsonica. 
Nel 2016, secondo un ufficiale della foresta, un orso femmina aveva ucciso tre persone e ferito altre cinque nel distretto di Banaskantha, vicino al Balaram Ambaji Wildlife Sanctuary, con alcune delle vittime che erano colleghi. In un primo momento, fu fatto un tentativo di rintracciarlo e ingabbiarlo, ma questo fallì, costando la vita di un funzionario, e così una squadra di funzionari e poliziotti sparò all'orso. 
Nel distretto Bellary del Karnataka, la maggior parte degli attacchi da parte degli orsi labiati si sono verificati al di fuori delle foreste, quando sono entrati in insediamenti e terreni agricoli in cerca di cibo e acqua. 
Nella città di Mount Abu, nel Rajasthan meridionale, gli orsi labiati attaccavano le persone all'interno delle città in cui cercavano i rifiuti degli hotel nei bidoni della spazzatura e incontravano le persone per caso.  Sebbene tali attacchi siano stati concomitanti con l'aumento dell'attività turistica, è notevole che i residenti locali non abbiano reagito contro gli orsi labiati. L'assenza di ritorsioni in molte località dell'India sembra legata alle norme culturali e alla religione dominante induismo dove la natura e gli animali sono adorati come divinità.

## Conservazione

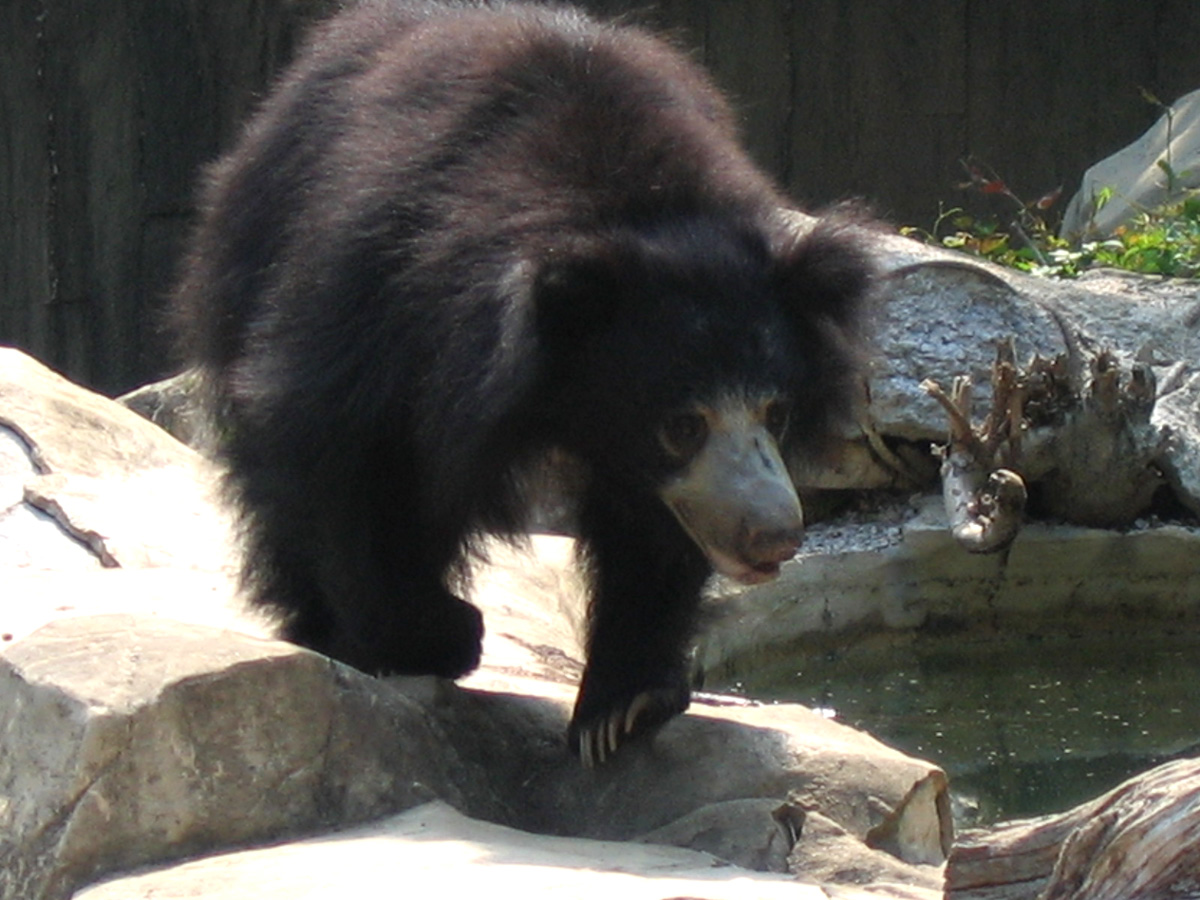
Esemplare in cattività a Washington D.C

Il bracconaggio, la perdita dell'habitat e la frammentazione di quello rimanente sono le minacce principali per la sopravvivenza dell'orso labiato sul subcontinente indiano. L'orso labiato è stato cacciato principalmente per la sua cistifellea, di grande valore nella medicina orientale. Lo status corrente dell'orso labiato è VU (vulnerabile). La popolazione attuale si aggira attorno ai 20.000 esemplari

## Curiosità
- Baloo, personaggio del Libro della Giungla, è un orso labiato, anche se la sua specie non è mai stata specificata. Infatti, in diversi adattamenti viene rappresentato come un orso bruno himalayano, un orso nero e nell'adattamento Maugli come un orso dal collare.
- Nel 1897, in un circo, un orso labiato combatté contro un orso polare e, incredibilmente, vinse con facilità.
- Le sue impronte sono molto simili a quelle umane.
- A causa della sua abilità nel rimanere appeso ai rami a testa in giù, si credeva che l'orso labiato appartenesse alla famiglia dei bradipi.